# تأثير النظرة العامة

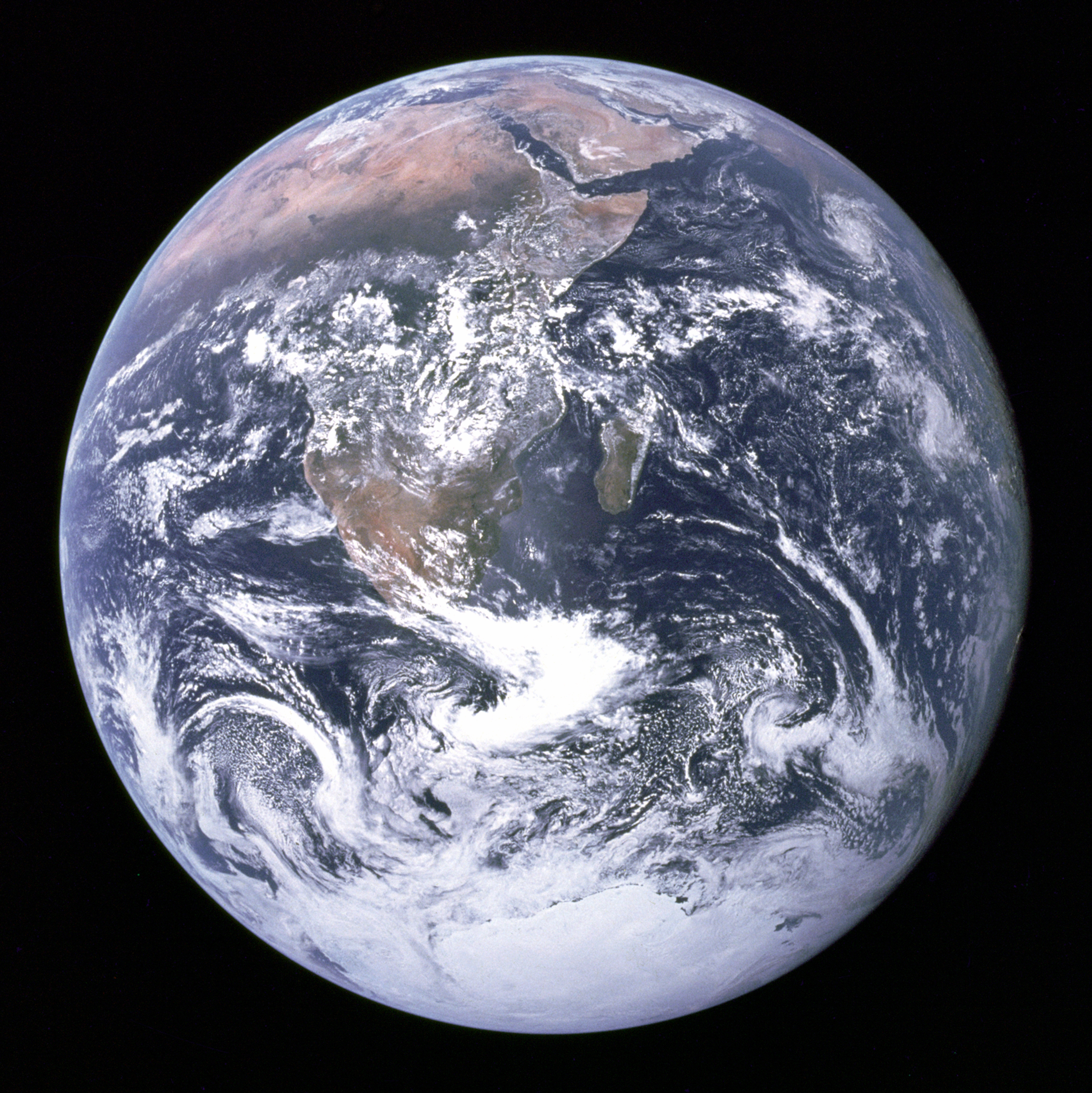
الأرض كما يراها طاقم أبولو 17 عام 1972

تأثير النظرة العامة هو تحول إدراكي في الوعي أبلغ عنه بعض رواد الفضاء أثناء رحلات الفضاء، وغالبًا أثناء مشاهدة الأرض من الفضاء الخارجي.
إنها تجربة رؤية حقيقة الأرض من الفضاء، والتي يُفهم على الفور أنها كرة صغيرة وهشة من الحياة، «معلقة في الفراغ»، محميّة ومغذّية بغلاف رقيق. من الفضاء، تختفي الحدود الوطنية، وتصبح النزاعات التي تقسم الناس أقل أهمية، والحاجة إلى إنشاء مجتمع كوكبي بإرادة موحدة لحماية هذه «النقطة الزرقاء الشاحبة» تُصبح واضحة وضرورية على حد سواء.
ذكر رواد الفضاء رون جاران، روستي شويكارت، إدغار ميتشل، توم جونز، سكوت كيلي، جيمس إيروين، مايك ماسيمينو  وكريس هادفيلد  أن يكون لها خبرة في التأثير. قد يقوم مراقبو الطرف الثالث لهؤلاء الأفراد أيضًا بالإبلاغ عن اختلاف ملحوظ في المواقف.
صاغ المصطلح والمفهوم في عام 1987 من قبل فرانك وايت، الذي استكشف الموضوع في كتابه «تأثير نظرة عامة»   - استكشاف الفضاء وتطور الإنسان (هوتون ميفلين، 1987)، (AIAA ، 1998).

## روابط خارجية
- السياحة البيئية الفضائية  ، Space.com (2006)
- نظرة عامة على المعهد
- نظرة عامة  ، فيلم قصير من الكواكب الجماعية
- خطاب عن النظرة العامة وأثرها في الحضارة